# 尾澤直志
尾澤 直志（おざわ ただし）は、日本の男性アニメーター。オザワデザインワークス所属。映画のクレジットなどでは尾沢 直志（おざわ ただし）と表記されることもある。

## 概要

### 生い立ち
北海道標津郡中標津町にて育つ。上京し、専門学校東京デザイナー学院に入学し、アニメーションの制作を学ぶ。その後、同校のアニメーション科を卒業した。

### アニメーターとして
トップクラフトが制作し宮崎駿が監督を務めた『風の谷のナウシカ』にて、スタッフとして参加し動画チェックを担当した。宮崎らがスタジオジブリを起ち上げると、それ以降は尾澤もスタジオジブリ作品に携わっていく。スタジオジブリが初めて制作した『天空の城ラピュタ』では、『風の谷のナウシカ』同様に動画チェックとして参加した。その後、スタジオジブリが宮崎の監督作品『となりのトトロ』と高畑勲の監督作品『火垂るの墓』とを同時並行に制作した際には、尾澤は『火垂るの墓』の方に参加し、同じく動画チェックを担当した。
その後、マッドハウスに仕事の場を移した。このころから、アニメーターとしてだけでなくプロデューサーとしても活動するようになる。また、バンタン電脳情報学院の講師なども兼任していた。
のちに、オザワデザインワークスを設立し、ブロッコリーの『ちょびっツ 〜ちぃだけのヒト〜』などゲームの制作なども手がけるようになる。近年では、『CGWORLD』に記事を連載したり、アニメーションの入門書を上梓したりと、執筆活動を精力的にこなしている。特にキャラクターデザインに関する書籍を多く著している。

## 作品リスト
映画のクレジットなどでは「尾沢直志」と表記されることもある。

### 映画
- 風の谷のナウシカ（1984年、動画チェック）
- 天空の城ラピュタ（1986年、動画チェック）
- 火垂るの墓（1988年、動画チェック）
- 機動警察パトレイバー the Movie（1989年、動画検査）
- X 〜エックス〜（1996年）

### ゲーム
- ちょびっツ 〜ちぃだけのヒト〜（2003年）

## 書籍
- キャラデザの壺――キャラクター表を描く（グラフィック社、1999年） ISBN 9784766110708
- キャラデザの壺――感情表現の達人になりたい!（グラフィック社、1999年） ISBN 9784766110821
- キャラデザの壺――日常演技をマスター!（グラフィック社、1999年） ISBN 9784766110838
- 別冊キャラデザの壺――アルバイト少女の制服図鑑（グラフィック社、2000年） ISBN 9784766111866
- キャラデザの壺――格ゲーポーズからアクションをマスター!（グラフィック社、2001年） ISBN 9784766112511
- キャラデザの壺――美少女ゲームに学ぶキャラデザ（グラフィック社、2001年） ISBN 9784766112528
- How to Draw Anime and Game Characters -- Mastering Battle and Action Moves (Graphic-sha, 2002) ISBN 9784766112542
- How to Draw Anime and Game Characters -- Bishoujo Game Characters (Graphic-sha, 2003) ISBN 9784766112764
- アニメ作画のしくみ――キャラに命を吹き込もう!（ワークスコーポレーション、2004年） ISBN 9784948759633
- アニメ作画のしくみ――キャラに命を吹き込もう!――動物篇（ワークスコーポレーション、2006年） ISBN 9784862670021
- キャラクターをつくろう!――少女イラスト見本帖――マルチアングル編（ビー・エヌ・エヌ新社、2005年） ISBN 9784861003103
- キャラクターをつくろう!――少女イラスト見本帖――制服コレクション編（ビー・エヌ・エヌ新社、2005年） ISBN 9784861003097